# Podkova hirsuta
Podkova hirsuta är en stekelart som beskrevs av Alex Gumovsky och Boucek 2003. Podkova hirsuta ingår i släktet Podkova och familjen finglanssteklar. Inga underarter finns listade i Catalogue of Life.